# Giandomenico Spinola
Giandomenico Spinola (ur. w 1580 w Genui, zm. 11 sierpnia 1646 w Mazara del Vallo) – włoski kardynał.

## Życiorys
Urodził się w 1580 roku w Genui, jako syn Giovanniego Marii Spinoli i Peliny Lercari. W młodości wyjechał do Rzymu, gdzie został protonotariuszem apostolskim, klerykiem Kamery Apostolskiej, wicelegatem w Viterbo i referendarzem Najwyższego Trybunału Sygnatury Apostolskiej. 19 stycznia 1626 roku został kreowany kardynałem prezbiterem i otrzymał kościół tytularny San Clemente. 13 listopada 1630 roku został wybrany arcybiskupem Acerenzy i Matery, a 15 grudnia przyjął sakrę. Dwa lata później został przeniesiony do diecezji Luni-Sarzana, zachowując tytuł arcybiskupa. W 1636 roku został arcybiskupem ad personam Mazara del Vallo. Zmarł tamże 11 sierpnia 1646 roku.